# Kate Bosse-Griffiths
Kate Bosse-Griffiths (Wittenberg (Duitsland), 16 juli 1910 – Swansea (Wales), 4 april 1998) was een 20e-eeuwse Duits-Britse egyptologe, doctor in de klassieke filologie alsook auteur in het Welsh. Haar Duitse naam, voor haar huwelijk met John Gwyn Griffiths, was Käthe Bosse. Haar geschriften in het Welsh gingen over onderwerpen nauwelijks beschreven in die taal: politiek, humanisme, pacifisme en vrouwenrechten.

## Wittenberg
Käthe Bosse groeide op in Wittenberg, de stad van Luther, in een Lutheraanse familie. De familie van moederskant was in de 19e eeuw bekeerd van het jodendom naar het Lutheranisme. Haar vader was de gynaecoloog Paul Bosse (1991-1947), hoofdchirurg van de stadskliniek van Wittenberg; haar moeder was Käthe Levin (1886-1944). De intelligente en levenslustige Bosse studeerde aan het Melanchthon Gymnasium in Wittenberg. Zij studeerde verder geschiedenis aan de universiteiten van Berlijn, Bonn en München. In 1935 behaalde ze in München een doctoraat in de klassieke filologie en Egyptologie met haar dissertatie 'Die menschliche Figur in der Rundplastik der ägyptischen Spätzeit von der XXII. bis zur XXX. Dynastie.'. Dit werk werd in 1936 gepubliceerd, een zwaar jaar voor de familie Bosse. Het joodse verleden van haar moeders familie werd bestraft door de nazi's. Bosse had weliswaar een mooie positie als egyptologe in het Rijksmuseum in Berlijn (1936) doch het was een gevaarlijke positie omwille van de familiale achtergrond van haar moeder. Zij ontvluchtte de nazi's nog datzelfde jaar. Bosse emigreerde naar Engeland.

## Familie vervolgd
In 1936 verloor haar vader zijn positie in het stadsziekenhuis en stichtte een privé-kliniek. De plaats van haar vader was ingenomen door een nazi-arts. Een tante van Bosse pleegde zelfmoord omdat haar echtgenoot, een Duitse officier, geen promotie meer kon krijgen in het leger omwille van haar joodse afkomst. De moeder van Bosse werd in 1944 opgepakt en gedood in het vrouwenconcentratiekamp Ravensbrück. De broer (ook arts) en twee zussen van Bosse werden opgepakt doch overleefden de oorlog. De familieleden in Wittenberg die het naziregime overleefden, bevonden zich vanaf 1945 onder het regime van Oost-Duitsland, wat andere problemen veroorzaakte. Zowel het nazisme als het communisme zouden het literaire werk van Bosse zwaar tekenen.

## Engeland
Käthe Bosse werkte als briljante egyptologe eerst in het Petrie Museum van University College London. Nadien werkte ze in het Ashmolean Museum en Somerville College van de Universiteit van Oxford. Zowel in Londen als Oxford gaf ze les over de Egyptische oudheid. In 1939 huwde ze met de egyptoloog John Gwyn Griffiths, afkomstig uit Wales en onderzoeker in Oxford. Ze voegde de naam Griffiths aan haar familienaam toe en schreef haar voornaam voortaan als Kate. Via haar man kreeg ze de intellectuele interesse in de Keltische cultuur en het Welsh als taal. Ze leerde deze taal in de eerste jaren van het huwelijk; ze sprak het vloeiend, met een Duits accent. Het koppel verhuisde naar Zuid-Wales.

## Wales
Het echtpaar woonde in het dorp Pentre in Rhondda Cynon Taf. Haar man was benoemd tot hoogleraar Geschiedenis van de Oudheid aan de Universiteit van Swansea (1945). Zijzelf werkte als conservator in het museum van de Universiteit van Swansea, wat ze op gedreven wijze zou blijven doen tot haar pensionering in 1994. Het koppel stichtte een literaire kring, waar in het Welsh gediscuteerd werd over maatschappelijke onderwerpen en richtte een tijdschrift op Y Fflam (De Vlam).
Bosse-Griffiths ontpopte zich als een getalenteerd auteur in het Welsh. Zij schreef zowel novelles als niet-fictie werken. De onderwerpen waren divers: politiek, samenleving, vrouwenemancipatie en thema's die in het Wales van de jaren '50 als 'avant-garde' beschouwd werden, zoals bijvoorbeeld: de rol van de vrouw bij overspel van haar man. In het Welsh bestonden er nauwelijks tot geen teksten over zulke onderwerpen. Ook schreef ze over kruidengeneeskunde en bijgeloof. Wanneer ze schreef over de link tussen de Keltische cultuur en Duitsland, was dit begrijpelijkerwijs de eerste maal dat iemand hierover publiceerde.
De beide zonen van het koppel, Robat en Heini, publiceren eveneens in het Welsh.
In de jaren 1970 werd het museum van de Universiteit van Swansea uitgebreid met een nieuwe afdeling Egyptische oudheden. Het betrof een permanente bruikleen uit de Wellcome Collection in Londen. Hierdoor kregen haar wetenschappelijke activiteiten in de egyptologie een grote boost. Hierbij betreurde zij ironisch dat 'Wales geen piramiden kent'. Kate Bosse-Griffiths overleed in Swansea in 1998.
- Bibliothèque nationale de France: cb150807740 (data)
- Gemeinsame Normdatei: 102061173
- International Standard Name Identifier: 0000 0000 6629 5471
- Library of Congress Control Number: no2002014624
- Nationale Bibliotheek van Israël: 987007258924605171
- Nederlandse Thesaurus van Auteursnamen: 100271847
- Istituto Centrale per il Catalogo Unico: RMSV054076
- Système universitaire de documentation: 147019192
- Virtual International Authority File: 19971254
- WorldCat: E39PBJv8H34Rfk4PBwprBHPfbd